# Marcos Llorente
Marcos Llorente Moreno (Madrid, 30. siječnja 1995.) španjolski je nogometaš koji igra na poziciji veznog igrača. Trenutačno igra za Atlético Madrid.

## Klupska karijera

### Real Madrid
Godine 2008. kao trinaestogodišnjak postao je član akademije Real Madrida. Za drugu momčad Reala debitirao je 24. kolovoza 2014. u utakmici Segunda Divisióna B u kojoj je njegova momčad izgubila od Atlético Madrida B 1:2. Za prvu momčad debitirao je 17. listopada 2015. tako što je zamijenio Matea Kovačića u drugom poluvremenu utakmice La Lige u kojoj je Real pobijedio Levante 3:0. Tijekom sezone 2016./17. bio je posuđen Deportivo Alavésu. U finalnoj utakmici FIFA Svjetskog klupskog prvenstva 2018. u kojoj je Real dobio katarski Al Ain 4:1, Llorente je postigao svoj prvi gol za klub te je imenovan igračem utakmice.

### Atlético Madrid
Dana 20. lipnja 2019. prešao je u rivalski klub Atlético Madrid za 35 milijuna eura. Za klub je debitirao 18. kolovoza protiv Getafea kojeg je Atlético dobio s minimalnih 1:0. Svoj prvi gol za klub postigao je 14. veljače 2020. protiv Valencije (2:2).

## Reprezentativna karijera
Tijekom svoje omladinske karijere igrao je za selekcije Španjolske do 19 i 21 godine. Za A selekciju debitirao je 11. studenog 2020. u prijateljskoj utakmici protiv Nizozemske (1:1) zamijenivši Sergija Canalesa 18 minuta prije kraja utakmice.

## Priznanja

### Klupska
Real Madrid
- UEFA Liga prvaka: 2017./18.[15]
- FIFA Svjetsko klupsko prvenstvo: 2017.,[16] 2018.[8]

Atlético Madrid
- La Liga: 2020./21.[17]

### Reprezentativna
Španjolska do 21 godine
- Europsko prvenstvo do 21 godine: 2017. (finalist)[18]

## Vanjske poveznice
- Profil, BDFutbol  (engl.)
- Marcos Llorente, National-Football-Teams.com ‎ (engl.)